# Кос'ю (притока Ілича)
Кос'ю́ або Кос-Ю або Косью́ (рос. Косъю, Кос-Ю, Косью) — річка в Республіці Комі, Росія, права притока річки Ілич, правої притоки річки Печора. Протікає територією Троїцько-Печорського району.
Річка протікає на південь, південний схід, схід, південний схід та південь.
Притоки:
- ліва — Ошвож